# Commodoro (Royal Navy)
Commodoro (in inglese Commodore, abbreviato Cdre) è un grado della Royal Navy e di numerose marine militari del Commonwealth e di tradizione britannica. Il suo codice NATO è OF-6, che colloca questo grado al di sopra del captain, e al di sotto del retroammiraglio ed è l'equivalente del grado di brigadiere del British Army e del corpo dei Royal Marines e del grado di commodoro dell'aria della Royal Air Force. Il grado, pur non avendo un equivalente nella Marina Militare Italiana, per il suo codice NATO può essere equiparabile a quello di contrammiraglio o a quello di sottoammiraglio della Regia Marina.
Per estensione, essendo responsabili di una piccola flotta, alcuni dirigenti di circoli velici a volte ricevono il titolo di cortesia di "commodoro".

## Storia
Il grado di commodoro è apparso in Gran Bretagna a metà del XVII° secolo. Il grado fu usato per la prima volta durante il regno di Guglielmo III. Essendo necessario avere ufficiali in grado di comandare una piccola flotta navale, ma non volendo creare nuovi ammiragli venne creato un nuovo titolo che designava un capitano responsabile di una piccola squadra navale, senza che fosse formalmente istituito un grado specifico, in quanto l'ufficiale incaricato manteneva il suo grado di "capitano", questo per evitare di nominare troppi ammiragli con i conseguenti costi e per le regole dell'epoca che prevedevano un numero fisso di ammiragli (tre per ognuna delle tre squadre più l'Admiral of the Fleet). Nel 1748 fu deciso che i capitani che prestavano servizio come commodoro avrebbero avuto un grado equivalente a quello di un generale di brigata dell'esercito.
Nello specifico esistevano i gradi di commodoro di prima e di seconda classe, a seconda se esso fosse o meno il comandante anche della nave portabandiera della formazione che guidava. Il commodoro di prima classe guidava la formazione navale ma aveva un sottoposto come comandante della nave portabandiera, mentre il commodoro di seconda classe comandava sia la formazione navale sia la stessa nave portabandiera. 
Nel 1783, a coloro che ricoprivano il ruolo di commodoro di prima classe fu permesso di indossare l'uniforme di retroammiraglio: questa distinzione continuò ad applicarsi, con alcune variazioni, fino a quando il grado venne unificato nel 1958, con il distintivo di grado uguale a quello di commodoro di seconda classe e il guidone di comando uguale a quello di commodoro di prima classe. 
Nell'Ottocento quello di commodore era un incarico temporaneo nella Royal Navy che dava diritto ai gradi di retroammiraglio ma senza la medesima paga, e al termine della sua missione il commodoro poteva ritornare al suo grado di capitano, mentre un capitano poteva essere promosso direttamente retroammiraglio senza aver precedentemente prestato servizio come commodoro. 
Nel corso XX secolo, coloro che ricoprivano il grado di commodoro non sempre erano destinati al comando di unità o formazioni navali; per esempio, le caserme navali alle tre grandi basi di Devonport, Portsmouth e Chatham erano tutte sotto il comando di un commodoro. 
Fino al 1997 il commodoro non era considerato un vero proprio ufficiale di bandiera e ha continuato a essere un titolo intermedio tra quello di capitano e retroammiraglio conferito a capitani con molta anzianità chiamati a ricoprire determinate funzioni. Ad esempio, il capitano con maggiore anzianità nel grado di un cacciatorpediniere appartenente ad una squadriglia di cacciatorpediniere, assumeva il comando della squadriglia assumeva il titolo di "Commodoro (D)", mentre il comandante più anziana ai una squadriglia di sottomarini assumeva il titolo di "Commodoro (S)", sebbene in entrambi i casi il titolo rappresentava una funzione piuttosto che un grado. Durante la prima guerra mondiale il titolo di "Commodoro (T)" era l'ufficiale cui veniva affidato il comando di una squadriglia di torpediniere. Nella guerra delle Falkland ad esempio il comando della forza anfibia era affidato al commodoro Mike Clapp, che sebbene inferiore in grado non era subordinato al comandante della task force retroammiraglio Sandy Woodward in quanto avevano incarichi diversi e complementari, e rispondevano entrambi direttamente al quartier generale della flotta a Northwood. 
Dal 1997 il commodoro è un grado nella Royal Navy e rientra tra quelli di ammiraglio.

## Insegna di comando e distintivo di grado

Guidone di comando di Commodoro
Distintivo di grado per paramano di Commodoro